# Upplands runinskrifter 453
Upplands runinskrifter 453 står nordväst om vägen vid Kumla i Sigtuna kommun. Runstenen är cirka 2,25 meter hög och 55 till 65 centimeter bred.
Bredvid U 453 står U 454. Bägge dessa stenar är ristade av Visäte, även om bara U 454 är signerad. Torkel och Gisl har låtit resa båda stenarna. Denna, U 453, till minne av sin fader och den andra, U 454, till minne av sin bror.

## Inskriften
Translitterering av runraden:
þurkl × auk + kisl + -itu + rais- ... þian + iftʀ + faþur sn + kans- ku- hialbi ant hans
Normalisering till runsvenska:
Þorkell ok Gisl [l]etu ræis[a stæin] þenna æftiʀ faður sinn Gans[a](?)/Knas[a](?). Gu[ð] hialpi and hans.
Översättning till nusvenska:
Torkel och Gísl lät resa stenen till minne av sin far Gansi(?). Gud hjälpe hans ande.